# Coleen Dufresne
Coleen Dufresne, coniugata Stewner (Halifax, 15 febbraio 1953), è un'ex cestista canadese.

## Carriera
Con il Canada ha disputato i Campionati mondiali del 1975 e i Giochi olimpici di Montréal 1976.